# Wiesendangen
Wiesendangen é uma comuna da Suíça, no Cantão Zurique, com cerca de 4.305 habitantes. Estende-se por uma área de 9,68 km², de densidade populacional de 445 hab/km². Confina com as seguintes comunas: Bertschikon, Ellikon an der Thur, Elsau, Hettlingen, Rickenbach, Winterthur.
A língua oficial nesta comuna é o Alemão.